# Cosa nostra
La cosa nostra (en italià utilitzat sense article) és una societat secreta criminal siciliana desenvolupada originalment a mitjan segle xix a Sicília, Itàlia. Cosa nostra és també com es denomina l'organització de la màfia d'origen sicilià als Estats Units, on cada barri, ciutat o fins a estat és dirigit per una «família», que està subdividida en rangs des de simples soldati, passant per capos i consiglieri fins a arribar al més alt estatus dins de la família.

## Rangs[calcitació]
Capo di tutti capi

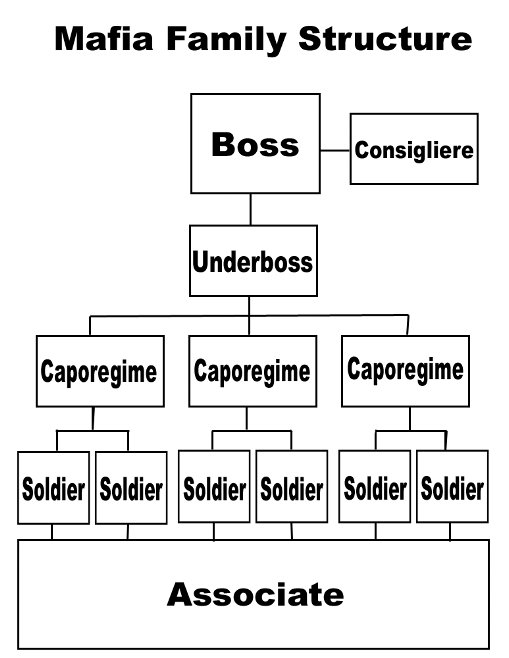
Estructura de la màfia.

El capo di tutti capi és el major rang que pot haver-hi en la cosa nostra. Es tracta del cap d'una família que, en ser més poderós o per haver assassinat als altres caps de les altres famílies, s'ha convertit en el més poderós membre de la màfia. Un exemple d'això va ser Salvatore Maranzano, qui va ser traït per Lucky Luciano, qui finalment li va cedir el lloc ―en ser extradit per problemes amb la justícia estatunidenca― a la seva mà dreta i conseller, Frank Costello.
Don
El don és el cap d'una família. En la seva família és el que té més poder, i gairebé sempre va acompanyat d'un consigliere.
Cassetto
Organitza els comptes de la Família.
Numerale
Sicaris amb ordre directa del Don i segons la situació d'algun consigliere, també solen supervisar la gestió de territoris. Tenen àlies de nombres.
Sottocapo
El sottocapo està al comandament d'una família. Normalment sol ser el fill del Don o un altre familiar i, en cas que aquest mori o sigui empresonat, el sotscap seria el nou Don.
Consigliere
El consigliere és l'assessor de la família. Sempre acompanya al Don, aquest principalment s'encarrega d'aportar idees en reunions o aportar-li idees al Don.
Capodecime
El capodecime és el rang després de caporegime i dirigeix una decina, que és un grup de deu soldats. Està subordinat al caporegime.
Caporégime
Cada caporégime (capità) dirigeix un règim, que és un grup gran de soldats. En cada família hi ha un nombre variable de régimes que usualment va de dos a cinc, encara que en famílies importants poden arribar als nou. El caporégime també pot actuar com a sicari dirigit pel do.
Avvocato
El avvocato és el que s'encarrega dels assumptes legals de la família, com un acord formal amb una altra família o si el Don és empresonat.
Soldato
El soldato és el rang més baix que existeix en la màfia. Només es permet l'ingrés a sicilians o descendents de sicilians. S'encarreguen principalment de combatre a la policia en casos de guerra, com així també comencen els seus passos en l'extorsió i assassinats per encàrrec de la mateixa màfia.
Associato (gióvane d'onore)
Per ser part de la família deu tenir-se un lapse de molts dies en l'organització, ja que un Associato és una persona que no és de la família però té una relació amb ella.

## Origen històric
Palerm es va convertir en ciutat italiana el 7 de juny de 1860, quan segons els termes establerts en l'alto-el-foc, dues llargues columnes de tropes derrotades van abandonar amb vaixell discretament la regió tornant al sud de la península. Fins a aquell dia, Sicília havia estat governada des de Nàpols com a part del regne borbònic que abastava la major part del sud d'Itàlia. Al maig de 1860, Giuseppe Garibaldi i uns mil voluntaris (els famosos Camises Vermelles) van envair l'illa amb el propòsit d'unir-la a la nova nació d'Itàlia.
El 6 de setembre de 1860, Garibaldi seria rebut com un heroi a Nàpols per una multitud enfervorida, i el mes següent lliuraria les seves conquestes al rei d'Itàlia. Però aquestes aviat començarien a semblar insubstancials donada la violenta relació que mantindrien Sicília i el Regne d'Itàlia. La incorporació de Sicília a la nació va portar amb si una epidèmia de conspiracions, robatoris, assassinats i revenges i, sobretot, una enorme i airada resistència popular que produiria una seqüència de contínues revoltes contra la invasió italiana en el transcurs de la dècada.
Va ser durant els agitats anys de 1860 quan la classe dominant del Regne d'Itàlia va sentir parlar per primera vegada de la màfia de Sicília.
Al contrari del que diu la creença popular, la màfia siciliana va sorgir en realitat a mitjans del segle xix, al mateix temps que l'aparició del nou Estat Italià. Itàlia no va arribar a ser un estat sobirà fins a aquest moment, i van ser la industrialització i el comerç els que van portar aquest canvi i va suposar l'autèntica força que va impulsar el desenvolupament de la màfia siciliana. La màfia sempre ha estat més forta a l'oest de l'illa, especialment al voltant de la ciutat de Palerm, el seu lloc de naixement. Palerm era, i encara és, el centre industrial, comercial i polític de l'illa de Sicília, per la qual cosa la màfia va situar la seva base aquí, en contraposició amb el mitjà rural, que es trobava subdesenvolupat en termes econòmics.
La major font d'exportacions, així com de riquesa de l'illa des de la qual va brollar la màfia, eren les grans finques de tarongers i llimoners que s'estenien des dels mateixos murs de la ciutat de Palerm.

## Origen econòmic
Quant a l'agricultura, Sicília sempre havia destacat pel groc daurat de les muntanyes de l'interior de l'illa, propietats productores de cereals. L'altre color de Sicília tenia un origen més recent. Quan els àrabs van conquistar Sicília en el segle ix, van portar amb si el cultiu de cítrics les fulles dels quals van tenyir la franja costanera septentrional i oriental de l'illa d'un color verd fosc. Els mètodes de la màfia es van perfeccionar durant un període de ràpid creixement de la indústria dels cítrics. A mitjans del segle xix, un llarg període d'expansió dels cítrics va fer que la franja verda fosc de Sicília s'eixamplés.
Dos pilars de la manera de vida britànic van exercir un important paper en aquesta expansió. Des de 1795, la Royal Navy feia prendre suc de llimona a les tripulacions dels seus vaixells com a remei per a l'escorbut. Ja en 1840 es va iniciar la producció comercial, en una escala menor, d'un altre cítric, l'oli de bergamota, utilitzat per aromatizar el te de la varietat Earl Grey. Tots dos productes eren exportats des de Sicília. Les taronges i llimones s'enviaven a Nova York i a Londres. En 1834 es van exportar més de quatre-centes mil caixes de llimones; en 1850 la xifra va augmentar a 750.000. A mitjan dècada de 1880 arribava cada any a Nova York la sorprenent quantitat de 2.500.000 caixes de cítrics italians, la majoria procedents de Palerm. En 1860, l'any de l'expedició de Garibaldi, es calculava que els limoners de Sicília eren els camps més rendibles de tot Europa, superant fins i tot a les hortes fruiteres dels voltants de París.
Les plantacions de cítrics del segle xix eren negocis moderns que exigien un elevat nivell d'inversió inicial. Els llimoners són també extremadament vulnerables. Fins i tot una breu interrupció del subministrament d'aigua pot tenir efectes devastadors. El vandalisme, ja sigui contra els arbres o contra els seus fruits, constitueix un risc constant. Va ser aquesta combinació de vulnerabilitat i elevats beneficis la que va crear l'entorn perfecte per als negocis de protecció de la màfia. Tots aquests factors influirien en el ràpid desenvolupament d'aquesta.

## Desenvolupament històric
La cosa nostra s'encarregava al principi de la protecció d'aquestes finques. Els amos d'aquestes necessitaven a la màfia per la seva protecció, i la màfia necessitava als contactes polítics d'aquests per poder operar lliurement. De fet, segons algunes fonts, els membres de l'aristocràcia governant eren també membres de la «secta» (el nom amb el qual era coneguda la màfia al segle xix), entre ells, el baró Turrisi Colonna, que va escriure el primer relat sobre l'organització criminal de Sicília de 1864. En 1890, els germans Mattanga, nascuts a Palerm, controlaven el tràfic del port de Nova Orleans.
Benito Mussolini va atacar implacablement a la màfia, empresonant a qualsevol home del que es tingués la més mínima sospita de ser un mafiós. La màfia no va recuperar el seu poder fins al cap de la rendició d'Itàlia en la Segona Guerra Mundial. Durant el feixisme a Itàlia, Cesare Mori, prefecte de Palerm, va usar els poders especials que li van ser atorgats per processar a la màfia, forçant a molts mafiosos a fugir a l'estranger o arriscar-se a ser empresonats. Molts van fugir als Estats Units, entre ells Joseph Bonanno, àlies Joe Bananes, que arribaria a dominar la branca estatunidenca de la màfia. El naixement de la cosa nostra, com es va anomenar la màfia d'origen italià-estatunidenc, es va produir el 12 de novembre de 1908. Inicialment, es va constituir com una filial de la màfia siciliana, llavors dirigida per Don Vito Cascio Ferro, capo di tutti capi. Però en poc temps va arribar a convertir-se en la més fabulosa organització criminal del planeta. A mitjans 1970, el seu poder era similar a l'atresorat pels magnats de Wall Street.
Estats Units es va aprofitar cínicament de les circumstàncies i van usar les connexions italianes dels mafiosos estatunidencs durant la invasió de Sicília i Itàlia de 1943. Lucky Luciano i altres membres de la màfia, que havien estat empresonats durant la seva estada als Estats Units, de sobte es van tornar uns valuosos patriotes i la intel·ligència militar va usar les influències de Luciano per facilitar l'avanç de les tropes estatunidenques. Un altre suposat benefici addicional (des de la perspectiva estatunidenca), era que molts dels mafiosos italians-estatunidencs eren anticomunistes, ja que la màfia no podia permetre's una altra forma d'organització social en el cor de Sicília, tenint el monopoli del poder i la violència a l'illa. Van ser, per tant, vistos com a valuosos aliats pels anticomunistes estatunidencs, que suposadament els van usar per erradicar qualsevol rastre de socialisme i comunisme en la indústria naval estatunidenca, els moviments de resistència contra la guerra, i després d'aquesta, en molts dels governs regionals i locals en els quals la màfia tenia influència.
Segons l'expert en tràfic de drogues Alfred W. McCoy, a Luciano se li va permetre dirigir la seva xarxa criminal des de la cel·la a canvi de la seva ajuda. Després de la guerra, va ser recompensat sent extradit a Itàlia, on va poder seguir la seva carrera criminal sense molèsties. En 1946, se'n va anar a Sicília per continuar amb les seves activitats, i segons el llibre de McCoy, Luciano va dur a terme una aliança crucial amb la màfia de Còrsega, liderant el desenvolupament d'una vasta xarxa internacional de tràfic d'heroïna, inicialment portada des de Turquia i amb base a Marsella (l'anomenada 'Connexió Francesa').
Després del final de la Segona Guerra Mundial, la màfia es va convertir en un Estat dins de l'Estat. Els seus tentacles ja no abastaven només a Sicília, sinó gairebé a tota l'estructura econòmica d'Itàlia, i d'usar escopetes de canons retallats, va passar a disposar d'armament més expeditiu: revòlvers del calibre .357 Magnum, fusells llança-granades, bazookas, i explosius. La màfia i altres societats secretes del crim organitzat van formar un sistema de vasos comunicants. En la lògia maçònica P-2, representada pel gran maestre Lici Gelli, hi havia ministres, parlamentaris, generals, jutges, policies, banquers, aristòcrates i fins i tot mafiosos.
Més tard, quan Turquia va començar a eliminar la seva producció d'opi, va utilitzar els seus contactes amb els corsos per establir un diàleg amb mafiosos corsos expatriats a Vietnam del Sud. En col·laboració amb els líders de la màfia estatunidenca, entre ells Santo Trafficante Jr., Luciano i els seus successors es van aprofitar del caòtic estat del país, durant la Guerra del Vietnam per establir una inexpugnable base de subministrament i distribució en el Triangle Daurat, que aviat portaria enormes quantitats d'heroïna asiàtica als Estats Units, Austràlia i altres països a través dels militars estatunidencs.
En la dècada del 1980 una sèrie de disputes internes van portar a la mort a molts membres destacats de la màfia i el Pool Antimafia a mitjans de la dècada portà a la presó centenars de persones relacionades amb la màfia. En resposta, en 1992, la màfia siciliana va assassinar al jutge italià Giovanni Falcone fent esclatar mil quilograms d'explosius col·locats sota l'autopista que uneix Palerm amb l'aeroport ara anomenat amb el seu nom. Van morir ell, la seva esposa Francesca Morvilio i tres escortes. Després de la mort de Falcone i Borsellino, l'exèrcit italià és enviat a Sicília en una operació anomenada Vespri siciliani 7.000 soldats hi són enviats. i l'exèrcit va romandre a l'illa fins al 25 de juny de 1998.
Després de la intervenció de l'exèrcit, el 15 de gener de 1993, la policia captura Salvador Riina, a qui s'acusa d'haver ordenat els assassinats de Falcone i Borsellino, i seria condemnat a presó perpètua. En 1993, cinc ex-presidents de Govern, moltíssims ministres i més de 3.000 polítics i empresaris van ser acusats, processaments o condemnats per corrupció i associació amb la màfia. Un dels implicats en el «maxi-procés», Francesco Madonia, el cap de la Democràcia Cristiana i un membre de l'honorable societat, va haver de resignar-se amb la requisa de 250 comptes bancaris, 200 edificis, 60 empreses, 265 automòbils, 45 finques rústiques i diversos iots. Es tractava d'un missatge de la màfia al vell Andreotti, ex-president del Govern, per no aturar l'empresonament massiu dels seus membres. La màfia no perdona mai, com ja no podran testificar els banquers Michele Sindona i Roberto Calvi, dos mags de les finances del Vaticà, la màfia i altres institucions d'Itàlia. Messina Denaro va passar a dirigir l'organització en la clandestinitat.
Fins a la detenció de Totò Riina el 1993 i de Bernardo Provenzano el 2006 havia estat la màfia més poderosa i la que més havia desafiat al govern, però de llavors ençà s'ha vist substituïda per la 'Ndrangheta calabresa.